# Microporella agonistes
Microporella agonistes är en mossdjursart som beskrevs av Gordon 1984. Microporella agonistes ingår i släktet Microporella och familjen Microporellidae. Inga underarter finns listade i Catalogue of Life.